# Ganza jezik
Ganza jezik (ganzo, koma; ISO 639-3: gza), afrazijski jezik sjevernoomotske skupine, kojim govori 5 400 ljudi (2004; etničkih 6 291) duž sudanske granice u Etiopiji.
Zajedno s jezicima hozo [hoz] i seze [sze] čini zapadnu poskupinu šire skupine mao. Porijeklo ove etničke skupine izgleda da je iz Sudana

## Vanjske poveznice
- Ethnologue (14th)
- Ethnologue (15th)